# Koninklijke Football Club Borght-Humbeek
KFC Borght-Humbeek was een Belgische voetbalclub uit Humbeek. De club ontstond in 2017 uit de fusie van KFC Humbeek en FC Borght. In 2022 werd de club opgeheven door een fusie met FC Beigem waaruit de nieuwe club Fenixx Beigem Humbeek voortkwam.

## Geschiedenis
In het seizoen 2016/17 was het ooit succesvolle FC Humbeek weggezakt naar Vierde Provinciale Brabant, het laagste niveau in België. Na dat seizoen fusioneerde KFC Humbeek met FC Borght, een ploeg die toen uitkwam in Eerste Provinciale. 
De nieuwe club KFC Borght-Humbeek nam het stamnummer 39 over van FC Humbeek en vatte het seizoen 2017-2018 aan in 1ste provinciale. Door de fusie werd het meteen een van de grootste clubs uit de omgeving.
In 2022 volgde er een tweede fusie, namelijk met de in derde provinciale uitkomende gemeentegenoot FC Beigem, waardoor KFC Borght-Humbeek hield op te bestaan. Sinds het seizoen 2022-23 komt de fusieclub onder de naam Fenixx BeigHum uit in de eerste provinciale reeks, met behoud van het stamnummer 39.

## Resultaten
| Seizoen | Klasse | Klasse | Klasse | Klasse | Klasse | Klasse | Klasse | Klasse | Klasse | Reeks              | Punten | Opmerkingen                                        |
|         | 1A     | 1B     | 1Am    | 2Am    | 3Am    | P.I    | P.II   | P.III  | P.IV   |                    |        |                                                    |
| ------- | ------ | ------ | ------ | ------ | ------ | ------ | ------ | ------ | ------ | ------------------ | ------ | -------------------------------------------------- |
| 2017/18 |        |        |        |        |        | 8      |        |        |        | Eerste Prov. Brab. | 41     |                                                    |
| 2018/19 |        |        |        |        |        | 10     |        |        |        | Eerste Prov. Brab. | 39     |                                                    |
| 2019/20 |        |        |        |        |        | 12     |        |        |        | Eerste Prov. Brab. | 29     | Competitie stopgezet na speeldag 24 door COVID-19. |
| 2020/21 |        |        |        |        |        |        |        |        |        | Eerste Prov. Brab. |        | Competitie stopgezet na speeldag 5 door COVID-19.  |
| 2021/22 |        |        |        |        |        | 2      |        |        |        | Eerste Prov. Brab. | 59     | Laatste seizoen                                    |